# Sudoeste

Rosa de los vientos mostrando el sudoeste, que se puede entender como un sistema de referencia cartesiano con cuatro semiejes.

El sudoeste, suroeste, suroccidente o surponiente es la semirrecta o región intermedia entre los puntos cardinales sur y oeste (ubicada a 45 grados exactos de cada uno de ellos). En meteorología y otros ámbitos en ocasiones se abrevia con la sigla SO. Para lo perteneciente o relativo a este punto cardinal se utilizan los adjetivos: «sudoccidental» y «suroccidental».